# Combat Arms
Combat Arms — многопользовательская игра, free-to-play, шутер от первого лица, разработанный Doobic Studios и издаваемый корпорацией Nexon. Игра использует игровой движок Lithtech.

## Игровой процесс
Геймплей Combat Arms схож со многими коммерческими MMOFPS, такими как Counter-Strike, Ghost Recon 2 и Call of Duty.
Игра предлагает множество различных режимов, включая One Man Army, Elimination, Capture The Flag, Fireteam, Last Man Standing, Elimination Pro, Search and Destroy, Seize & secure, Spy Hunt и Bombing Run. В игре присутствует большое количество различных карт, таких как Death Room, Kill Creek, Junk Flea, Oil Rig и др.
Начиная с зимы 2009 был введён новый режим игры, известный как Snowball Fight, который позднее был удалён. И снова добавлен в GameNet.
Combat Arms использует систему рейтинга пользователя, основанную на полученном в игре опыте, выдавая игрокам определённые воинские звания, начиная с Trainee (TRN) и заканчивая General of Army (GOA). Выполнение заданий, убивая других игроков, а также повышение своего звания, даёт пользователю игровые очки (GP), которые могут быть использованы для покупки нового оружия, его модификации, а также для покупки камуфляжа игроку. Пользователи так же могут приобрести необходимые вещи на Чёрном рынке (Black Market) (ранее известный как Nexon Cash Shop) используя NX (Nexon Cash) которые можно купить за настоящие деньги. Большинство вещей в Black Market имеют различия с бесплатными (лучшие характеристики, другая раскраска) и не имеют ограничений по рангу, но есть вещи которые можно купить, как за GP так и за NX. Большинство вещей покупаются на время от 1 до 90 дней, за исключением некоторых в Black Market, которые можно купить навсегда, либо, когда проводятся т. н. События (Events) и даётся возможность купить на бесконечный срок некоторое оружие или камуфляж.
Combat Arms имеет свыше 4,000,000 зарегистрированных пользователей. В игре присутствуют такие возможности, как создание кланов и добавление друзей в Combat Arms. Также существует одна официальная игровая лига, известная как World Online Gaming League, которую спонсирует Nexon America.

## Особенности игры
- Многопользовательский режим, где некоторые задания можно выполнить только в команде реальных игроков.
- Часто встречается боевая техника, которая принимает участие в игре только в качестве декораций (игрок использовать её не сможет).
- В игре реализовано большое количество карт (свыше 30), где хорошо продуман баланс сил.
- Интересная игровая динамика, где задания будут меняться прямо на ходу. Такой приём не даёт игроку ни одной секунды на передышку, постоянно надо двигаться и принимать решения.
- Игра использует движок под названием Lithec Jupiter EX, который хорошо себя зарекомендовал в другой популярной игре F.E.A.R..

## Разработка и развитие игры
Закрытая Beta-версия игры Combat Arms стартовала 30 мая 2008 исключительно через FilePlanet и продолжилась до 6 июня. Данная Beta-версия была доступна пользователям из Северной Америки, Южной Америки и Океании. В закрытой Beta-версии было доступно 4 карты и 30 оружий. 26 июня Combat Arms присвоен статус Pre-Open Beta, когда игра была открыта для публики, но тестирование всё ещё продолжалось. Pre-Open Beta-версия всё-ещё ограничивалась пользователями из Северной Америки, Южной Америки и Океании. Официальный релиз Combat Arms был выпущен 11 июля 2008.
8 августа 2008 Nexon анонсировала, что Combat Arms будет запущен Nexon Europe для игроков Европы. 25 сентября 2008 был запущен тизер-сайт Combat Arms Europe от Nexon Europe, и 28 октября 2008 Nexon Europe запустила Closed Beta-версию Combat Arms Europe, тестирование которой закончилось 11 ноября 2008, и началось Open Beta-тестирования 16 декабря 2008, продлившееся до 15 января 2009. Теперь игра стала доступна в Корее, Северной Америке, Австралии, Новой Зеландии и Европе. 2 апреля 2009 Nexon America анонсировала, что Южно-Американская версия игры Combat Arms будет запущена 9 апреля этого года. Те, кто имел достаточное количество NX были допущены к игре до 9 октября, или, пока количество их NX не стало меньше определённой планки. 25 ноября 2009 в игру был добавлен голосовой чат, предоставленный Vivox.
29 июня 2010 был запущен тизер-сайт бразильской версии игры.
В 2011 Combat Arms продолжала обновляться, были включены новые карты, оружие, камуфляж. На 8 июля 2011 доступно 4 карты для Fireteam и 26 карт для остальных режимов игры, свыше 200 различных видов оружия и множество различных предметов одежды.
21 мая 2012 года компания GameNet объявила о том, что будет издавать локализованную версию Combat Arms на территории России. 25 июля состоялся запуск открытой бета-версии игры.
В 2015 году в закрытое Beta-тестирование вышел новый онлайн шутер по мотивам Combat Arms. Проект получил название Combat Arms: Line of Sight. Разработка ведется компанией Black Spot Entertainment на базе Unreal Engine 3.

## Критика
Metacritic оценила Combat Arms в среднем на 71 балл. Критики заметили множество багов и недочётов в ранних версиях.